# M25高速公路 (英國)
M25高速公路（英語：M25 motorway），或稱倫敦外環高速公路（London Orbital motorway），是一條環繞英國大倫敦首都圈的環狀高速道路。在倫敦外郭興建四條環城公路的構想起源於20世紀初，而M25公路的部分路段便是以該項已廢止的計畫為走線參考基礎，於1970年代動工，全線於1986年貫通，总长117英里（188千米）。
M25高速公路是全英國最繁忙的高速道路，交通堵塞情形也相對嚴重。根據2003年時的統計，倫敦希斯洛機場南側路段（13號－14號出口間）在交通繁忙日的每日通過車流可達196,000輛次，2007年時M25公路西半環平常每日平均通過車流則為147,000輛次。
嚴格而言，M25公路並非完整銜接的環線，其跨越泰晤士河的東側路段——即由橋梁和隧道構成的达特福德跨河道路（Dartford Crossing）——劃分為一般道路（A282公路），該路段與M25公路形成的環線，為歐洲第二長的環城高速道路，僅次於總長196公里、繞行柏林外圍的德國10號高速公路。
M25高速公路的北環段同時也是歐洲E15公路、歐洲E30公路的一部分，其中21號交流道－布倫特伍德之間路段與E15公路共線，斯勞－布倫特伍德之間路段與E30公路共線。

## 概述

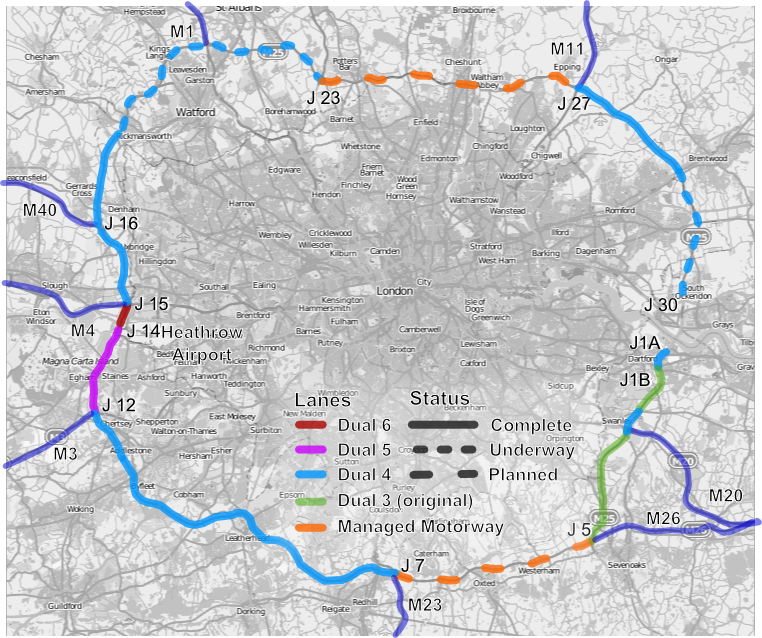
M25高速公路各路段車道寬度示意圖（2009年11月）

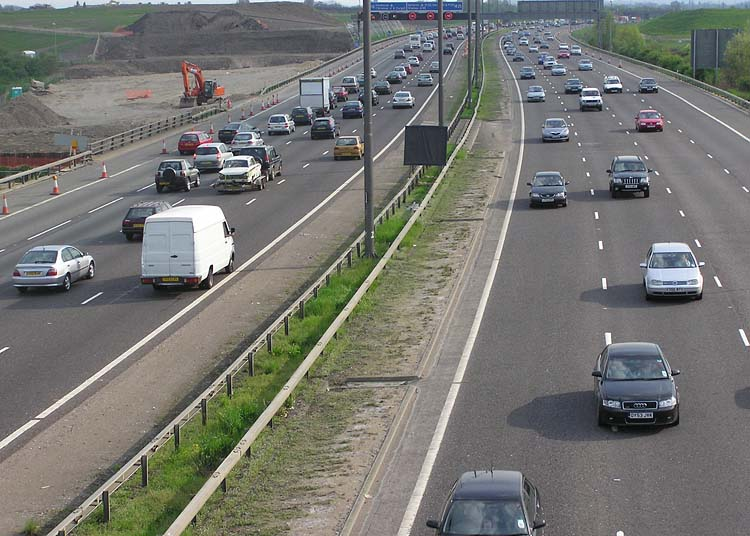
14號交流道與15號交流道之間的M25高速公路，位於希斯洛機場附近

M25公路通車之初幾乎全程都是雙向6車道，如今過半路段均已拓寬為8车道、12號交流道至14號交流道間拓寬為10车道、14至15號交流道間則已拓寬為雙向12车道。未來更多路段將配合高速公路管控系統計畫的擴大實施而跟著拓寬。
在M25公路東環跨越泰晤士河的路段，分處肯特郡達特福德（南岸）、埃塞克斯郡瑟羅克（北岸）的M25公路起端及終端之間隔水相望，兩者由一般道路——A282公路相连，以方便M25高速公路以外的一般道路車輛也能由此過河。A282公路由一組雙管、各2车道的隧道及4车道的伊莉莎白二世橋構成，亦被稱為「分層式過河」（[註 1]）。兩條隧道提供北上車流使用，而橋梁提供南下車流使用，兩者均在泰晤士河南岸設有收費站（2014年12月取消現場收費，改採電子收費或上網繳納)。
在M25高速公路東南段、與M26高速公路交匯的5號交流道，順時針車道從達特福德南下至此後，左側車道與M26西向車道匯流往西，右側車道則繼續往南，續接A21公路。逆時針車道部分則是由西進入5號交流道，續接M26東向車道。
倫敦市中心（以查令十字為準）與M25公路沿線各地點的距離，從波特斯巴的12.5英里（20.1）至拜夫利特的19.5英里（31.4）不等。恩菲爾德、希靈登及黑弗靈三個倫敦自治市曾經修改過行政區邊界，以與M25高速公路走線更為契合。但在其他區域，尤其埃塞克斯郡及薩里郡，大倫敦的界線與其外側的M25高速公路之間，可相距到7.8英里（12.6），與倫敦都會區另一常用分界——倫敦綠帶圈之間亦不相符合。M25高速公路路標上顯示的目的地名分散在首都圈周邊各郡，但大多毗鄰公路沿線，而東北部的北奧登肯是大倫敦唯一一個位於M25公路外圍的地區。2004年，倫敦議會（London Assembly）依據一項民意調查的結果，提出了將M25公路直接作為大倫敦分界線的討論。在貨運業者界，有時甚至在口語上將「M25圈內」（"Inside the M25"）及「M25圈外」（"Outside/Beyond the M25"）當成「大倫敦」的廣義替代用語。「2003年通訊法」亦明確規定電視台在制定倫敦／非倫敦地域間節目的比例時，將M25高速公路作為收視分區的界線。
M25高速道路沿線共有4座公路服務區，分別是東南段的克拉凱特巷服務區（5號及6號交流道間）、西南段的考本姆服務區（9號及10號交流道間）、北段的南敏斯服務區（23號交流道旁）及東段的瑟羅克服務區（31號交流道旁）。其中最新設置的是考本姆服務區，於2012年9月13日開放使用。
M25高速公路共行經了6個行政區，其中1a－5號交流道位於肯特郡境內、6號－13號交流道位於薩里郡境內（12－13號交流道間一小段經過伯克郡）、14號交流道位於薩里郡／大倫敦交界，15號交流道位於白金漢郡／伯克郡／大倫敦三者交界，16號交流道位於白金漢郡、17號－24號交流道位於哈特福郡內、25號、29號交流道位於大倫敦內、26號－28號交流道、30號及31號交流道位於埃塞克斯郡。公路警察隊由倫敦警察廳及泰晤士河谷、埃塞克斯、肯特、哈特福、薩里等郡的郡警局派遣人員組成。

## 歷史

### 計畫與興建

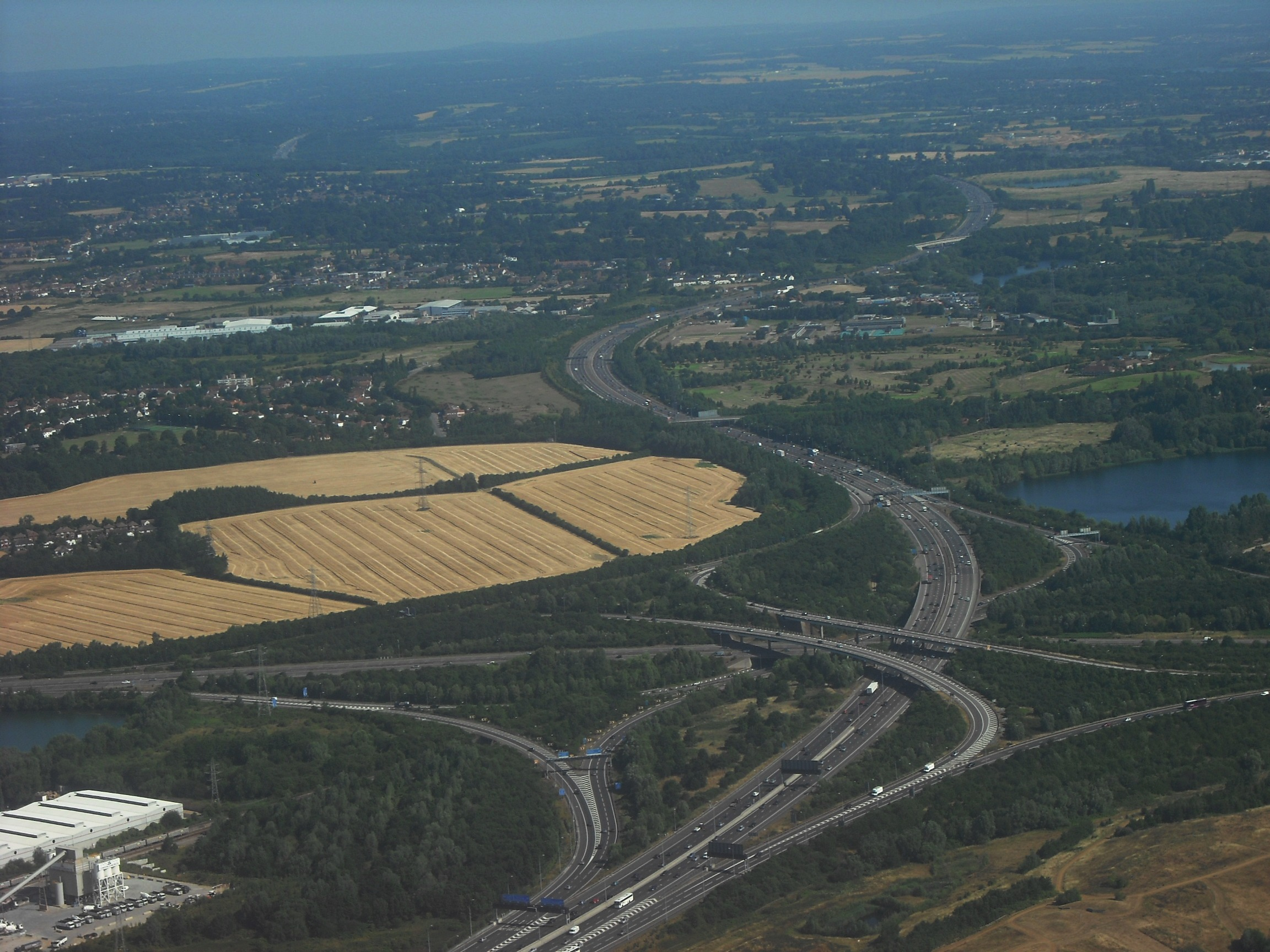
希斯洛國際機場附近的15號交流道，M4高速公路與M25高速公路在此交會

M25公路北段的前身為北方外環道路（North Orbital Road，A406公路）。
在倫敦外圍興建環城公路的構思首次於20世紀初提出，之後於查爾斯·布雷塞爵士和埃德溫·魯琴斯爵士的「1937年公路發展調查」（The Highway Development Survey, 1937）報告中被重新探討。英國著名都市規劃師派屈克·艾伯克隆比爵士的1943年倫敦郡計劃（County of London Plan, 1943）及「1944年大倫敦計畫」（Greater London Plan, 1944）建議建造5條外環公路圍繞首都。今M25高速公路北段的路線，接近於二戰期間的外倫敦環形防線。
二戰之後，倫敦環狀公路計畫進展甚少，直到1960年代大倫敦議會提出「倫敦環狀道路計畫」時才有進一步的曙光。「倫敦環狀道路」計畫由首都外圍的4條環狀道路工程組成。其中外圍兩條路——3號環狀道路（Ringway 3，包含擬建的M16高速公路）和4號環狀道路（Ringway 4）部分路段在1970年代早期動工，後來這些已開工的路段被合併為M25高速公路，然而內城的1號、2號環狀道路由於用地問題，而引發巨大爭議。儘管1號道路仍有部分路段——例如西方橫貫路（West Cross Route）和西路高架道（Westway）——得以完工通車，但整體計畫依然在1973年迫於沿線居民的反對而遭廢止。

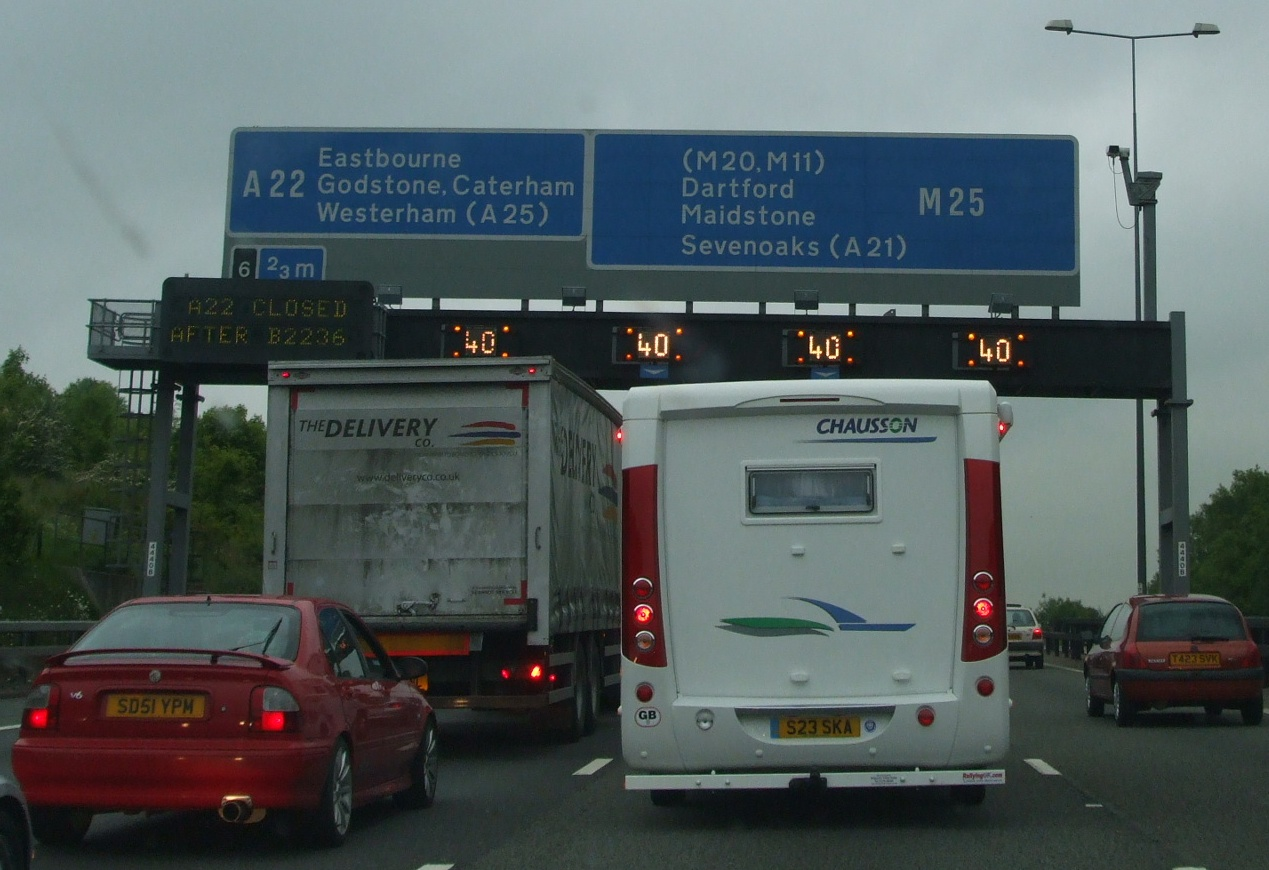
倫敦南部7號交流道與6號交流道之間的M25高速公路。由於車多擁擠，資訊顯示板提醒駕駛人將時速降至64公里以下。

然而，3號環狀道路和4號環狀道路的工程在1973年後展開。赫特福德郡境內的南敏斯－波特斯巴段（今23號－24號交流道）在1975年9月通車，臨時編號為A1178公路；倫敦以南的一個路段（今6號－8號交流道）在1976年通車；3號環狀道路位於泰晤士河以南的一段（達特福德－史旺雷，今1號－3號交流道），於1974年開工，1977年通車。1975年，3號環狀道路進行路線修正方案，以與最外圍的4號環狀道路合併。M25高速公路身為4號環狀道路組成部分，在一開始被設計成倫敦南部的一條東西向公路，用以舒緩與其平行的A25公路車流，其東段則為目前的M26高速公路。但隨後M25公路改向北彎，連接到達特福德隧道，以與預計延伸至倫敦北部的M16高速公路銜接，合併後的高速公路編號，即為原先預計給4號環狀道路的西段、南段使用的「M25」，而「M16」的編號遭到廢止，不再採用。3號環狀道路在南敏斯－史旺雷之間的路線亦被取消。其餘在後來構成M25高速公路的各個路段，分成零碎的多個部分興建，而非一次連貫施工。而當各路段連通後，外環公路也開始成型。
波特斯巴－達特福德段從1979年施工至1982年完工，其餘路段也陸續在1986年以前竣工。1986年10月29日，英國首相瑪格麗特·柴契爾正式宣布M25高速公路全線貫通，並在22號－23號交流道（倫敦科爾尼－南敏斯段）間的公路上舉行典禮。M25高速公路初期的工程標總造價為6億3190萬英鎊，不包括用地購買價格、後續修繕費用及徵地補償金。

### 通車後營運狀況

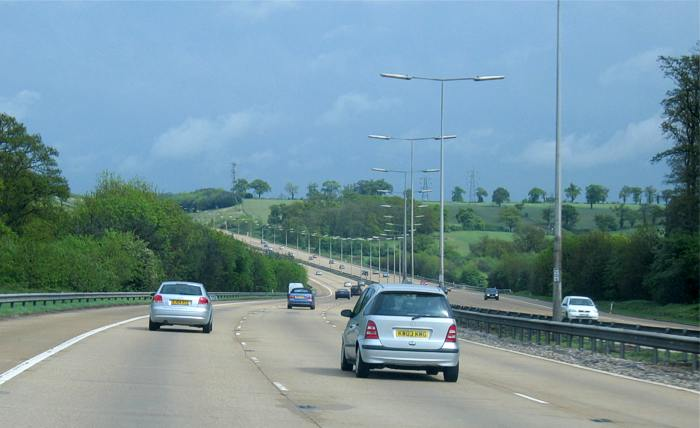
24號交流道與25號交流道之間的M25高速公路，位於倫敦北部

M25高速公路於1986年貫通後，交通流量很快便超出了道路設計容量，以至於1990年時，交通大臣宣布將M25公路全線拓寬至雙向8線道的計畫。1993年時，設計負荷量為每日88,000輛車次的M25高速公路，實際上每天均有200,000輛車通行，全英國高速公路的交通流量中，就有15%集中在M25高速公路上。政府於是計畫將12號－15號交流道間的路段增加至雙向12線道，其餘路段增加至8線道。
有鑑於交通堵塞日益嚴重，該計畫的部分路段，尤其是西側部分，先行展開工程，但之後拓寬路面至雙向8線道的計畫，卻由於原物料、工程成本增加，而在2009年縮減施工規模，剩餘未完成部份在2013－2014年的公路局計畫書中恢復執行。
1995年，英國政府頒布合約，將8號－10號交流道間路段從雙向6線道加寬至8線道，共計9340萬英鎊，並耗資1350萬英鎊在10號－15號交流道間引進高速公路事故偵測及自動信號管制系統，2002年時又耗資1170英鎊將該系統擴大至16號交流道。MIDAS系統包括了一套分散式網絡管理架構、天氣感測器、測速照相和速限可變標誌，在強化交通管制的同時精簡所需人力，並改善了高速公路上的塞車情形。
1995年時亦有一項將M25高速公路在希斯洛國際機場附近路段拓寬至雙向14線道的計畫，然而立刻招致抗議團體的抨擊，並因此在示威後遭到取消。但到1997年後，英國交通部宣布新方案出爐，計畫將12號（M3高速公路）－15號交流道（M4高速公路）間的路段拓寬到12線。一名公路局官員在5號航廈的公聽會中指出，擴寬工程對新航廈啟用後增加的交通流量是必要的，但交通大臣事後表示這種說法沒有證據支持。環保團體則強烈反對公路單位實施擴寬計畫的決定，認為這會在未舉辦公聽會的情況下，催生出英國最寬的高速公路，於是動工的決定再度被迫推遲。1998年，當局將加寬後車道數量設定為10線道後，決定重新實施工程，耗資1億4,800萬英鎊，由英國大型建築業者保富集團（Balfour Beatty）在2003年取得工程契約書，於2005年完工，12－14號交流道間雙向共10線車道，14－15號交流道間則有12線車道。
2007年，倫敦東北方的25號交流道完成容量增加工程，同時交流道東邊的霍姆斯代爾隧道（Holmesdale Tunnel）也耗費7,500萬英鎊，將隧道內的東向車道加寬至3線。
2008年，與A12、A1023公路交叉的28號交流道完成了出口匝道加寬工程，以改善尖峰時段的交通擁擠狀況，尤其是改善之前，M25高速公路外環車道（東向）車流在下高速公路後、與A12公路北上車道匯流時，容易形成瓶頸，甚至沿著出口匝道回堵至高速公路主線。

### 合約
英國公路局於2006年時計畫將5號－6號交流道及16號－30號交流道間、總計63英里（101）的路段拓寬為雙向6線道至8線道，這是一項（設計、興建、融資及營運）項目的一環，開放民間業者加入公路改善工程。該項計畫預計經費為45億英鎊，承包商入圍名單則於該年10月公布，並要求入選廠商在2008年1月重新提交招標價。2009年6月，新上任的交通大臣表示計畫所需經費已經增加到55億英鎊，損益比也大幅上升，而英政府則是在該年1月時宣布5號－7號交流道及23號－27號交流道間的拓寬計畫已經遭到揚棄，只改為鋪設硬性路肩。但在2013年－2014年份的公路局企劃書中，又恢復了8線道的拓寬目標。
同樣在2009年，另一份採模式、共計62億英鎊的合約出爐，以拓寬16號至23號交流道間、27號至30號交流道間的兩個路段，並將M25高速公路及達特福德跨河道路的使用年限延長30年。
增寬16號交流道－23號交流道至雙向8線的工程在2009年7月開始進行，估計耗資5億8千萬英鎊，當中16－21號交流道的拓寬作業完成於2011年7月，21－23號交流道則在2012年6月結束；將27號－30號交流道路段拓寬為8線的工程同樣於7月展開，27－28號交流道段於2010年7月完成、28－29號交流道段於2011年6月完成、29－30號交流道段於2012年5月完成。

## 實施中計畫

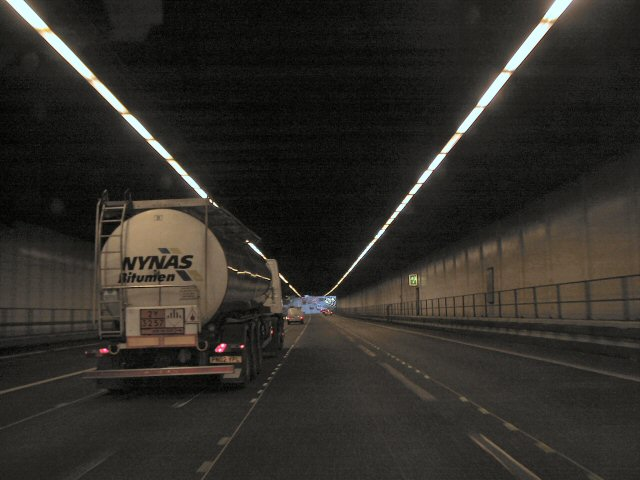
行經埃塞克斯郡埃平鎮（Epping）附近的貝爾公園隧道（Bell Common Tunnel）

### 5號－7號交流道段升級工程
英國公路局計畫在5號交流道－7號交流道（M26高速公路－M23高速公路）之間引入智慧型管控系統管理交通，並配合此工程，同時將路肩升級為硬路質、加裝路中央混凝土防撞護欄、改善排水設施、增設橫跨雙向車道的門架路標。2012年底開展了護欄初步升級作業，整體工程則預計在2015年春完成。

### 23號－27號交流道段升級工程
23號至27號交流道（A1(M)高速公路－M11高速公路）間亦預計引入動態交管系統和硬路肩，預計在2013年至2015年2月之間開工。配合這項計畫進行的工程還包括利用中央綠帶拓寬車道、設置強化程度更高的防撞護欄、改善照明、增加門架路標和懸臂式路標數量、測速設施、路況資訊板、監視器等設施，曾為了進行這系列的翻修作業而短暫封閉車道。

### 30號交流道改善工程
瑟羅克段的30號交流道是A13公路與M25高速公路的交叉處，在進行中的「泰晤士河口發展計畫」（Thames Gateway Delivery Plan）中被認為是現存最大的約束因素，因此其改善工程便被定為該計畫的一環，目的是增加該交流道的車流負載量。河口發展計畫首次公告於2007年，2008年時又公告了改善措施，而30號交流道上的主要工程作業，預計至少要到2013年或2014年展開。

## 相關建設
英國交通部於2009年發布了一份在泰晤士河下游興建跨河公路的計畫，方式是增加達特福德隧道的流量，或是直接在達特福德以東增設一條新路線，將M2高速公路與M25、M20兩條高速公路連接起來。

## 與其他高速公路的比較
除了倫敦之外，被M60高速公路所繞行的曼徹斯特是英國另一座擁有環狀高速公路的都市。伯明罕、格拉斯哥雖然四方均有高速公路包圍，但都是由多條直線公路交織組成、而非由單一環狀公路圍繞。
長度部分，M25公路是歐洲第二長的環狀高速公路，德國柏林外圍長196公里的10號高速公路，比M25公路多出5英里（8.0）。俄羅斯莫斯科外圍的環城公路則長約108.9公里。
流量部分，M25公路則是歐洲最繁忙的道路之一，以下是M25和歐陸一些高速公路顛峰流量的歷史紀錄比較：
- M25高速公路（倫敦）：2003年在希斯洛機場附近的13號－14號交流道間，創下每日通過車流196,000輛次的紀錄[1]。
- 100號高速公路（英语：Bundesautobahn 100）（柏林）：2005年時最繁忙路段的平均日流量即已到達191,400輛[56]。
- A4高速公路（巴黎近郊）：2002年某日創下通過車流達257,000輛次的紀錄[57]。

## 相關文化
作家伊恩·辛克萊於2002年出版了作品《環行倫敦》，便是以一年時間徒步環遊M25高速公路周邊的經歷為主題。
M25高速公路由於交通堵塞頻仍，因此從開通之初即經常成為大眾詬病的對象，批評者的數量甚至多到讓首相瑪格麗特·柴契爾在主持全線貫通典禮時抱怨道：「我無法容忍那些吹毛求疵及抨擊的人，何況此時該是他們慶賀英國完成這項成就、並向世界大肆宣揚的時候」[註 2]。通車至今，常被用路人戲稱為「世界最大停車場」、「倫敦城外停車場」等諸多綽號，流行音樂歌手克里斯·利亞在1989年推出的歌曲「The Road to Hell」中，主題也是M25高速公路。
在泰瑞·普萊契及尼爾·蓋曼著於1990年的奇幻小說《好預兆》中，M25高速公路被設定為撒旦暗中操縱凡人生活的證據，書中的主要角色克羅里（Crowley）將M25高速公路的環形走線變成一個圍繞倫敦的大型魔符印記。
M25外環高速公路在1980年代是許多人前往倫敦郊區參加銳舞派對的必經路徑，後來雙人電子樂團（中文常翻為「衛星軌道樂團」）以M25公路做為團名的靈感。

## 飆車
M25高速公路本身為一環狀，類似賽車道，使之受到飆車族青睞，成為各種非官方、甚至非法賽車的舉行地點。在1980年代末期，英國尚未採用測速設備前，許多在倫敦金融城或倫敦碼頭區工作的超級跑車車主會聚集於南敏斯等公路服務區，進行計時賽，時速達到188千米（117英里），在1小時內繞行完整條M25公路。

## 出入口列表
左側數據為公路里程標識，由M25高速公路東段與泰晤士河交會處為起點，里程數（公里）往順時針方向增加。下列各出入口公里數來自當地道路交通標誌，英里數由公里數換算而得。
| A282公路 －達特福德跨河道路                                                |           |                                                                                            |           |                                                                                             |
| 英里                                                                       | 公里      | A車道（順時針／外環線）                                                                    | 交流道    | B車道（逆時針／內環線）                                                                     |
|                                                                            |           | 達特福德跨河道路 伊莉莎白二世橋                                                            | 過河段    | 達特福德跨河道路 達特福德收費隧道                                                           |
| 3.5                                                                        | 5.7       | 艾利斯                                                                                     | 1a        | 艾利斯 、斯旺司孔（）                                                                       |
| 4.7                                                                        | 7.5       | 達特福德                                                                                   | 1b        | 出口匝道設於2號交流道                                                                       |
| M25高速公路－倫敦外環道                                                    |           |                                                                                            |           |                                                                                             |
| 5.5                                                                        | 8.8       | 倫敦（東南）、坎特伯里 （）、藍水                                                          | 2         | 倫敦（東南、市區）、路厄斯罕 （西） 坎特伯里 （東）（）、達特福德                           |
| 8.7                                                                        | 14.0      | 倫敦（東南） 梅德斯通 史旺雷 B2173                                                         | 3         | 梅德斯通、海峽隧道 倫敦（東南&市區）、路厄斯罕                                              |
| 12.2                                                                       | 19.6      | 布羅姆利 奧平頓                                                                            | 4         | 布羅姆利、倫敦（東南） 奧平頓                                                               |
| 16.3 16.4                                                                  | 26.2 26.4 | 七橡樹、唐橋井、海斯廷斯                                                                   | 5         | 梅德斯通、海峽隧道、多佛 七橡樹、海斯廷斯                                                   |
| 21.0                                                                       | 33.8      | 克拉凱特巷服務區                                                                           | 服務區    | 克拉凱特巷服務區                                                                            |
| 25.8                                                                       | 41.6      | 東格林斯特德、伊斯特本、凱特漢姆、戈德斯通 韦斯特勒姆（）                                  | 6         | 伊斯特本、凱特漢姆、戈德斯通 韦斯特勒姆（）                                                 |
| 28.6                                                                       | 46.0      | 蓋威克機場、克勞利、布萊頓、東格林斯特德、克羅伊登                                         | 7         | 格域機場、布萊頓、（南）、克羅伊登 （北）                                                   |
| 31.9                                                                       | 51.4      | 賴蓋特、薩頓 瑞德希爾（）                                                                  | 8         | 賴蓋特、薩頓 瑞德希爾（）                                                                   |
| 38.5 39.5                                                                  | 62.0 63.5 | 萊瑟黑德 、多爾金（）、切辛頓冒險世界                                                      | 9         | 萊瑟黑德 、多爾金（）、切辛頓冒險世界                                                       |
| 42.6 43.2                                                                  | 68.6 69.5 | 考本姆服務區                                                                               | 服務區    | 考本姆服務區                                                                                |
| 45.0                                                                       | 72.4      | 倫敦（西南）、吉爾福德、樸次茅夫、威斯利花園、桑當公園賽馬場 漢普敦宮（）                  | 10        | 倫敦（西南）吉爾福德、威斯利花園、桑當公園賽馬場、切辛頓冒險世界 京斯頓（）                 |
| 49.8                                                                       | 80.2      | 徹特西 、沃金 、索普樂園                                                                   | 11        | 沃金 、徹特西 、索普樂園                                                                    |
| 52.1                                                                       | 83.8      | 貝辛斯托克、南安普敦、里奇蒙                                                               | 12        | 貝辛斯托克、南安普敦、里奇蒙                                                                |
| 55.2                                                                       | 88.8      | 倫敦（西）、豪恩斯洛、斯坦斯                                                               | 13        | 倫敦（西）、豪恩斯洛、斯坦斯                                                                |
| 57.0                                                                       | 91.8      | 希斯洛機場（4、5、貨運航廈） （機場聯絡道）                                                | 14        | 希斯洛機場（4、5、貨運航廈） （機場聯絡道）                                                 |
| 59.0                                                                       | 95.0      | 斯勞、雷丁、斯温登、巴斯、布里斯托尔（西向） 倫敦（西）、希斯洛機場（1、2、3航廈）（东向） | 15        | 斯勞、雷丁、斯温登、巴斯、布里斯托尔（西向） 倫敦（西）、希斯洛機場（1、2、3航廈） （東向） |
| 63.8                                                                       | 102.6     | 伯明罕、牛津、曼彻斯特、利物浦（西向） 厄士橋、倫敦（西、市區） （東向）                   | 16        | 伯明罕、牛津、曼彻斯特、利物浦（西向） 厄士橋、倫敦（西&市區） （東向）                     |
| 68.7                                                                       | 110.5     | 梅波克羅斯                                                                                 | 17        | 梅波克羅斯                                                                                  |
| 69.9                                                                       | 112.5     | 里克曼沃斯、喬利伍德、阿默斯罕                                                               | 18        | 喬利伍德、阿默斯罕、克曼沃斯                                                                |
|                                                                            |           | 瓦特福 （东向）                                                                            | 19        | 無設置出口匝道                                                                              |
| 73.8                                                                       | 118.7     | 赫默爾亨普斯特德、艾爾斯伯里                                                               | 20        | 赫默爾亨普斯特德、艾爾斯伯里、瓦特福                                                        |
| 76.3                                                                       | 122.8     | 赫默爾亨普斯特德、圣奥尔本斯、魯頓&機場、米尔顿凯恩斯、诺丁汉、谢菲尔德、利兹              | 21        | 赫默爾亨普斯特德、圣奥尔本斯、魯頓&機場、米尔顿凯恩斯、诺丁汉、谢菲尔德、利兹               |
| 76.9                                                                       | 123.7     | 瓦特福 哈洛（ 南下）                                                                       | 21A       | 聖奧爾本斯 倫敦（西北） （南下）                                                            |
| 80.6                                                                       | 129.7     | 倫敦科爾尼                                                                                 | 22        | 聖奧爾本斯                                                                                  |
| 83.3                                                                       | 134.0     | 哈特菲爾德 倫敦（西北） 巴內特 南敏斯服務區                                                | 23 服務區 | 哈特菲爾德 、倫敦（西北） 巴內特 、南敏斯服務區                                             |
| 85.9                                                                       | 138.2     | 波特斯巴                                                                                   | 24        | 波特斯巴                                                                                    |
| 91.4                                                                       | 147.1     | 恩菲爾德、哈特福                                                                           | 25        | 恩菲爾德、哈特福、倫敦（北&市區）                                                           |
| 94.9                                                                       | 152.7     | 沃爾瑟姆艾比、劳顿                                                                         | 26        | 沃爾瑟姆艾比、勞頓                                                                          |
| 99.2                                                                       | 159.7     | 倫敦（東北）、斯坦斯特德机场、哈洛、劍橋                                                   | 27        | 倫敦（東北&市區） 、斯坦斯特德机场、哈洛、劍橋 （南）                                       |
| 107.1                                                                      | 172.4     | 切爾姆斯福德、威瑟姆、科爾切斯特 、诺维奇（） 布倫特伍德                                   | 28        | 切爾姆斯福德、羅姆福德 、诺维奇（） 布倫特伍德                                              |
| 109.9                                                                      | 176.8     | 羅姆福德、巴西爾登、紹森德                                                                 | 29        | 巴西爾登、紹森德、羅姆福德                                                                  |
| 115.2                                                                      | 185.4     | 達格納姆、瑞恩漢、蒂爾伯里、柏京、倫敦（東&市區） 瑟羅克服務區                             | 30        | 達格納姆、瑞恩漢、蒂爾伯里、巴西爾登、倫敦（東&市區） 、西瑟羅克                            |
| A282公路 －達特福德跨河道路                                                |           |                                                                                            |           |                                                                                             |
| 115.9                                                                      | 186.6     | 無（出口匝道設於30號交流道）                                                               | 31 服務區 | 瑟羅克（湖畔）、瑟羅克服務區 、珀弗利特（）、西瑟羅克（）                                   |
|                                                                            |           | 達特福德跨河道路 伊莉莎白二世橋                                                            | 過河段    | 達特福德跨河道路 達特福德收費隧道                                                           |
| 高速公路 • 主要道路 • 次要道路 并行路段 • 已关闭／取消 • 限制进入 • 未开放 |           |                                                                                            |           |                                                                                             |

## 延伸閱讀
- Sinclair, Iain（英语：Iain Sinclair）, , London: Granta Books, 2002, ISBN 1-86207-547-6.
- Phippen, Roy, , London: Pallas Athene, 2005, ISBN 1-873429-90-8.
- Pratchett, Terry; Gaiman, Neil, , New York: William Morrow: 13–14, 2006, ISBN 0-06-085396-4.

## 外部連結
- 英國公路局（英语：Highways Agency）－Current Traffic Information（英文）即時交通路況
- 英國公路局（英语：Highways Agency）－Dartford – Thurrock River Crossing（英文）達特福德－瑟羅克跨河段
- The Motorway Archive's M25 page（英文）英國高速公路線上檔案館－M25公路專頁
- CBRD M25 Motorway Database （页面存档备份，存于）（英文）克氏英國道路字典（Chris's British Road Directory）－M25公路資料庫
- CBRD M25 Opening Booklet（英文）－M25公路開通紀念冊
- 两万外国车没交过桥费 英国请讨债公司帮忙 （页面存档备份，存于）（中文）－大纪元2015年3月17日讯